# محمد الشهري
محمد الشهري (13 أغسطس 1968 -) إعلامي وممثل سعودي. شغل منصب المدير الإقليمي لشبكة تليفزيون الشرق الأوسط (إم بي سي) في السعودية. قدم البرنامج الرياضي «صدى الملاعب» منذ عام 2000 وحتى عام 2006، وحقق شهرة عبر أبرز البرامج الرياضية العربية.
ارتبط ظهوره بشهر رمضان المبارك عبر برنامج «حروف وألوف» من عام 2005م لمدة أحد عشر عاماً. منذ انطلاقته 1995 قدم نحو 5 برامج؛ اثنان منها إذاعية.

## التعليم
- حصل على البكالوريوس في التسويق من جامعة كاليفورنيا.[2]
- حصل على عضوية الاتحاد الدولي للصحافة الرياضية، إضافةً إلى عضويته الفخرية بأندية رياضية سعودية عدة، إضافة إلى شهادة الدكتوراه الفخرية من جامعة «وست بروك».[بحاجة لمصدر]
- العمل الصحفي

عمل محرراً فنيا في جريدة المدينة من عام 1986 ولمدة سبعة أعوام، ثم انتقل الى صحيفة الجزيرة وعمل نائبا لرئيس القسم الفني، واستمر في عمله الصحافي حتى عام 1996م.

## أعماله

### المسلسلات
- خلك معي 1995 - 1996
- أمثال ولكن 1996

### البرامج
- صدى الملاعب 2000 - 2005 على MBC1
- حروف وألوف 2005 - 2015 على MBC1.[3]
- الكأس 2010 على MBC1
- أحلى رحلة 2017 على القناة السعودية
- هذي السعودية 2021 على روتانا خليجية
- زد رصيدك 2023  شاهد
- عينك على مين 2024 SBC حلقة واحدة.

## شائعه وفاته
في يوم 12 أكتوبر 2016 تناقلت وسائل الإعلام خبر وفاته إلا أنه نفى الشائعة على حسابة في تويتر قائلاً: أنا طيب ولله الحمد وحسبي الله ونعم الوكيل على من نشر هذه الإشاعة للمرة الثالثة.